# Oberea notata
Oberea notata là một loài bọ cánh cứng trong họ Cerambycidae.